# دهستان رادی
دهستان رادی (به لاتین: Radi Gewog) یک دهستان در کشور بوتان است که در ناحیهٔ تراشیگانگ واقع شده‌است.